# Temnosternus ochreopictus
Temnosternus ochreopictus es una especie de escarabajo longicornio del género Temnosternus, tribu Tmesisternini, orden Coleoptera. Fue descrita científicamente por Breuning en 1961.

## Descripción
Mide 10 milímetros de longitud.

## Distribución
Se distribuye por Australia.